# Adiabene

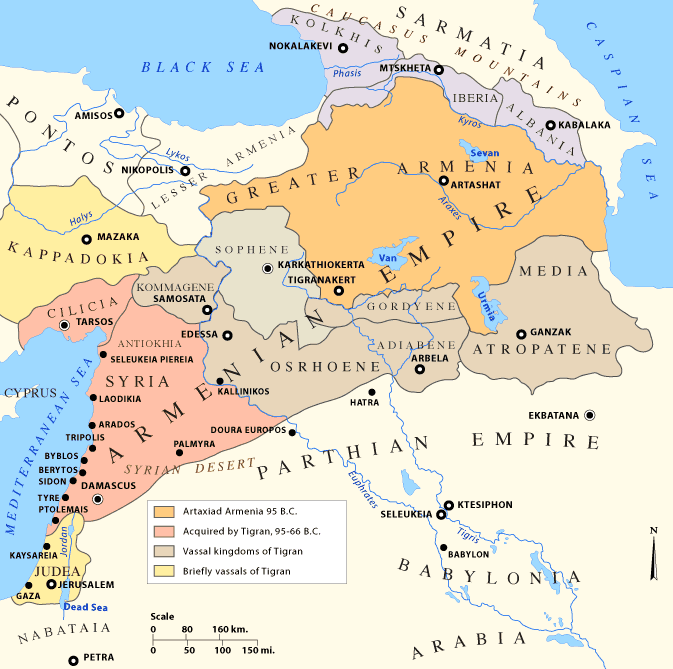
Adiabene centraal met Arbela als hoofdstad

Adiabene (Aramees: ܚܕܝܐܒ, Ḥḏay’aḇ) was een Aramees koninkrijk in Noord Oost Mesopotamië. De hoofdstad was Arbela, het huidige Erbil.
Koningin Helena van Adiabene werd in de eerste eeuw van onze jaartelling Joods en ging in Jeruzalem resideren. Zij bouwde daar voor zich en haar zoons Izates bar Monobaz en Monobaz II paleizen.
Volgens de Talmoed schonken de heersers van Adiabene grote geldsommen aan de Joodse Tempel in Jeruzalem.
Adiabene was een Perzische en later Romeinse vazalstaat. In 116 n.Chr. werd de stad ingelijfd in het Romeinse Rijk.